# أندريه كراتشمان
أندريه كراتشمان (بالسلوفينية: Andrej Kračman)‏ مواليد 22 أغسطس 1982 في ليوبليانا، هو لاعب كرة مضرب سلوفيني يلعب باليد اليمنى. أعلى تصنيف له في الفردي كان المركز الـ 393 في سنة 2003. أعلى تصنيف له في الزوجي كان المركز الـ 272 في سنة 2003.

## روابط خارجية
- أندريه كراتشمان على موقع رابطة محترفي التنس (الإنجليزية)
- أندريه كراتشمان على موقع الاتحاد الدولي لكرة المضرب (الإنجليزية)
- أندريه كراتشمان على موقع خلاصة التنس.كوم (الإنجليزية)